# 류비샤 브로치치
류비샤 브로치치(세르비아어: Љубиша Броћић / Ljubiša Broćić; 1911년 10월 3일, 세르비아 왕국 구차 ~ 1995년 8월 16일, 빅토리아 주 멜버른)는 세르비아의 전 축구 감독이다.

## 경력
브로치치는 유럽의 몇몇 정상급 구단들을 지도했다: PSV, 유벤투스, 바르셀로나, 그리고 츠르베나 즈베즈다. 그는 사우디 아라비아의 알 나스르와 베오그라드도, 라싱 베이루트의 구단들은 물론 알바니아, 레바논, 쿠웨이트, 그리고 바레인 국가대표팀 감독 등 여럿 역임했다. 그는 1946년에 알바니아 국가대표팀 감독으로 발칸컵 우승을 거두었다.
1953년, 유고슬라비아 국가대표팀은 브라질 원정을 떠났는데, 당시 유고슬라비아 협회에서 근무하는 최상급 주심은 체트니크 이민자들과 접촉했고, 베오그라드로 복귀하지 못할 사유를 확인했다. 감독은 브라질 월드컵 선수단 선정 중, 공산당 당국이 자신의 선수단 선정에 개입하는 것을 거절했는데, 이 과정에서 브라질로 이민간 세르비아 및 크로아티아계 이민자들을 불러모아놓고 국가대표팀 사진만 촬영해 논란을 야기했다.
그는 1960년대 빅토리아 주립 리그에서 풋스크레이 JUST와 사우스 멜버른을 창립했고, 뉴질랜드 국가대표팀도 몇 차례 잠깐 맡기도 했다.

## 수상

### 감독
츠르베나 즈베즈다
- 유고슬라비아 1부 리그: 유고슬라비아 1부 리그 1951, 1952–53

유벤투스
- 세리에 A: 1957–58

알바니아
- 발칸컵: 1946

알 나스르
- 사우디아라비아 국왕컵: 1976
- 사우디 협회컵: 1976